# 霍利斯木屋
霍利斯木屋（英語：Hall i' th' Wood）是一座位于大曼徹斯特郡博尔顿的庄园，始建自16世纪早期，是一座I级保护建筑，目前是一座由博尔顿城市镇理事会管辖的博物馆。